# 焼き豆腐

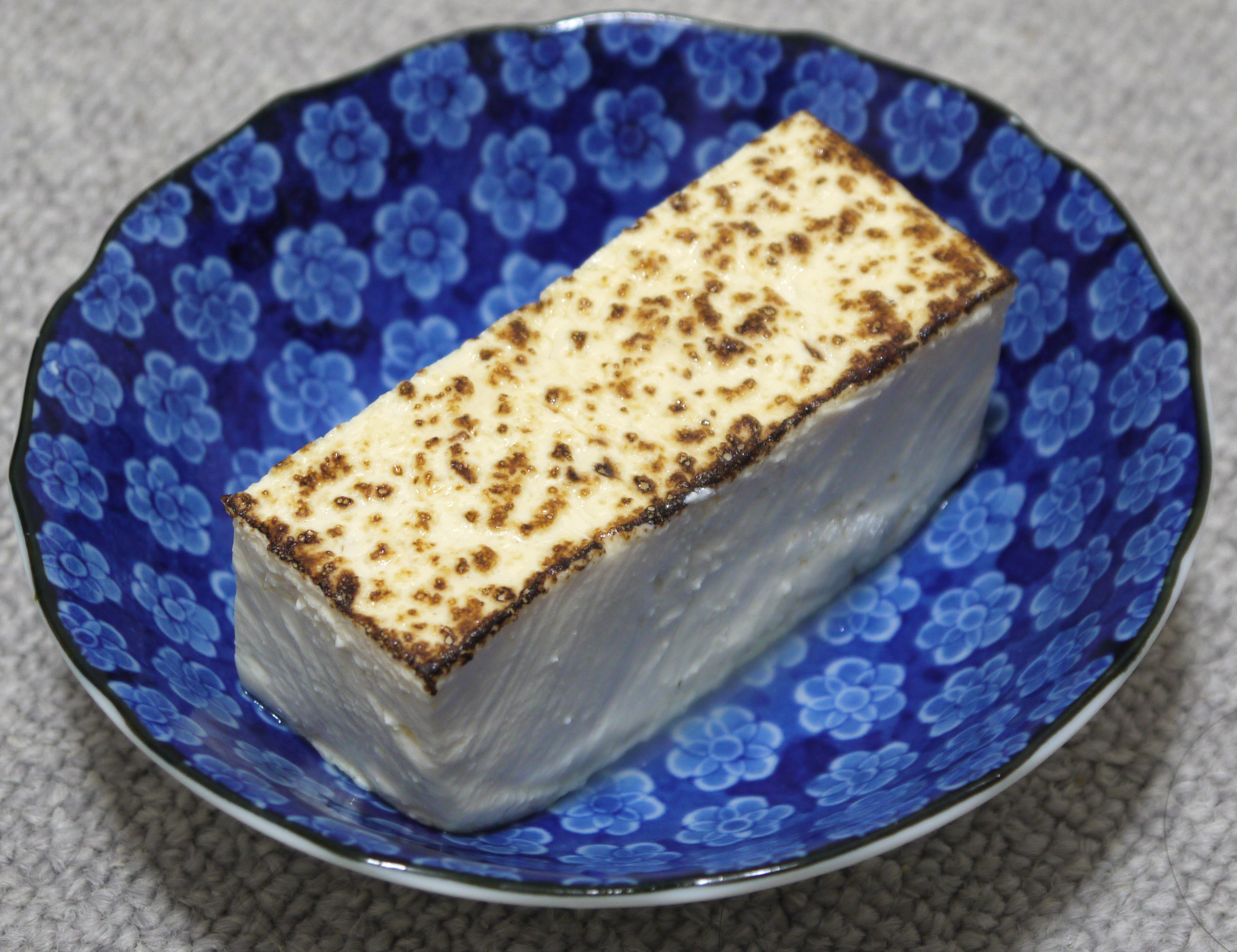
焼き豆腐

焼き豆腐（やきどうふ）とは、水切りした豆腐の両面を直火で軽く焼いて炙（あぶ）り、焼き目をつけたもの。豆腐に比べて崩れにくい特性を持っている。この特性を出すため、木綿豆腐などの固めの豆腐をさらに水切りしてから焼き目をつける。
すき焼きの具をはじめ、田楽、煮物、おでん、炒め物などさまざまな料理に使われる。湯豆腐などの鍋料理の具にしても田楽にしても美味しく食べられることから、江戸時代には「たとえ火の中水の底（水の中）」という意味として「焼き豆腐の心意気」と使う洒落があった。